# Податковий вексель
Податко́вий ве́ксель — це письмове безумовне грошове зобов'язання платника податку сплатити до бюджету відповідну суму коштів у порядку та терміни, визначені Законом…, що підтверджене комерційними банками шляхом авалю, який видається платником на відстрочення сплати податку на додану вартість (ПДВ), що справляється при імпорті товарів на митну територію України.